# Pete Johansen
Pour les articles homonymes, voir Johansen.
Per Oscar Johansen, surnommé Pete Johansen, est un violoniste norvégien né le 11 mai 1962, reconnu pour ses nombreuses collaborations dans des albums de groupes de metal gothique, dans lesquels il se distingue par son style particulier. Art of Departure, et un de ses derniers projets connus. 

## Biographie
Pete Johansen a commencé à jouer du violon à l'âge de 9 ans et a commencé sa première tournée avec un groupe de musique country à l'âge de 16 ans. Au cours des années 1990, il a dirigé un groupe, Modesty Blaise, qui a sorti un album sur SPM Records intitulé Face of the Sun. Il a travaillé avec des groupes comme The Sins of Thy Beloved (Lake of Sorrow est son premier album), Tristania et également avec Sirenia et Morgul. 
Pete Johansen a joué sur les CD suivants: 
- The Sins of Thy Beloved - Lake of Sorrow / Perpetual Desolation
- Tristania - Widow's Weeds / Beyond the Veil / World of Glass / Rubicon
- Morgul - All Dead Here... / The Horror Grandeur / Sketch of Supposed Murderer
- The Scarr - Animalenemy
- Sirenia - At Sixes and Sevens
- Azure Emote - The Gravity of Impermanence / The Third Perspective
- Falling Leaves - Mournful Cry of a Dying Sun
- Darkonelly - Stories from Beyond
- Art of Departure